# Abu-r-Rayyan Àhmad
Abu-r-Rayyan Àhmad ibn Muhàmmad al-Isfahaní fou visir dels buwàyhides.
Fou lloctinent dels visirs de Bagdad Mutàhhar ibn Abd-Al·lah i Nasr ibn Harun, visirs d'Adud-ad-Dawla; mort aquest darrer el 985 fou empresonat temporalment però després alliberat i nomenat visir únic de Samsam-ad-Dawla, càrrec que va exercir per set mesos i després fou arrestat i executat (986) per les intrigues de la reina mare.
Samsam-ad-Dawla fou substituït poc després per Xàraf-ad-Dawla que el va fer enterrar honorablement. El seu fill Alí ibn Abi-r-Rayyan fou visir lloctinent a Wasit el 998.